# Amphisbetia grossedentata
Amphisbetia grossedentata is een hydroïdpoliep uit de familie Sertulariidae. De poliep komt uit het geslacht Amphisbetia. Amphisbetia grossedentata werd in 1864 voor het eerst wetenschappelijk beschreven door Kirchenpauer. 